# Diocèse de Sofia et Plovdiv
Le diocèse de Sofia et Plovdiv (en latin : dioecesis Sophiae et Philippopolis) est une Église particulière de l'Église catholique en Bulgarie. Son siège est la cathédrale Saint-Louis de Plovdiv.

## Territoire
Le diocèse de Sofia et Plovdiv couvre la partie méridionale de la Bulgarie.

## Histoire
Le vicariat apostolique de Sofia et Plovdiv est érigé en 1758, pour les fidèles de rite latin.
Par la constitution apostolique Ex quo divina du 3 mars 1979, le pape Jean-Paul II élève le vicariat apostolique au rang de diocèse.

## Églises importantes
La cathédrale Saint-Louis de Plovdiv, dédiée à saint Louis, est l'église cathédrale du diocèse.
La cathédrale Saint-Joseph de Sofia, consacrée le 21 mai 2006, est l'église co-cathédrale du diocèse.
Le sanctuaire Notre-Dame-de-Lourdes de Plovdiv est reconnu sanctuaire national depuis 1996, par la Conférence épiscopale inter-rituelle de Bulgarie.

## Ordinaires

### Vicaires apostoliques de Sofia et Plovdiv
- 1867-1885 : Francesco Domenico Raynaud, O.F.M. Cap.
- 1885-1916 : Roberto Menini, O.F.M. Cap.
- 1916-1941 : Cleto Vincenzo Pejov, O.F.M. Cap.
- 1942-1959 : Ivan Romanoff
- 1959-1978 : vacant
  - 1959-1974 : Simeon Kokov (Kokoff), O.F.M. Cap., administrateur apostolique
- 1975-1978 : Bogdan Stefanov Dobranov

### Évêques de Sofia et Plovdiv
- 1978-1983 : Bogdan Stefanov Dobranov
- 1983-1995 : vacant
  - 1988-1995 : Gheorghi Ivanov Jovcev, administrateur apostolique
- 1995-2025 : Gheorghi Ivanov Jovcev